# Siemens Desiro

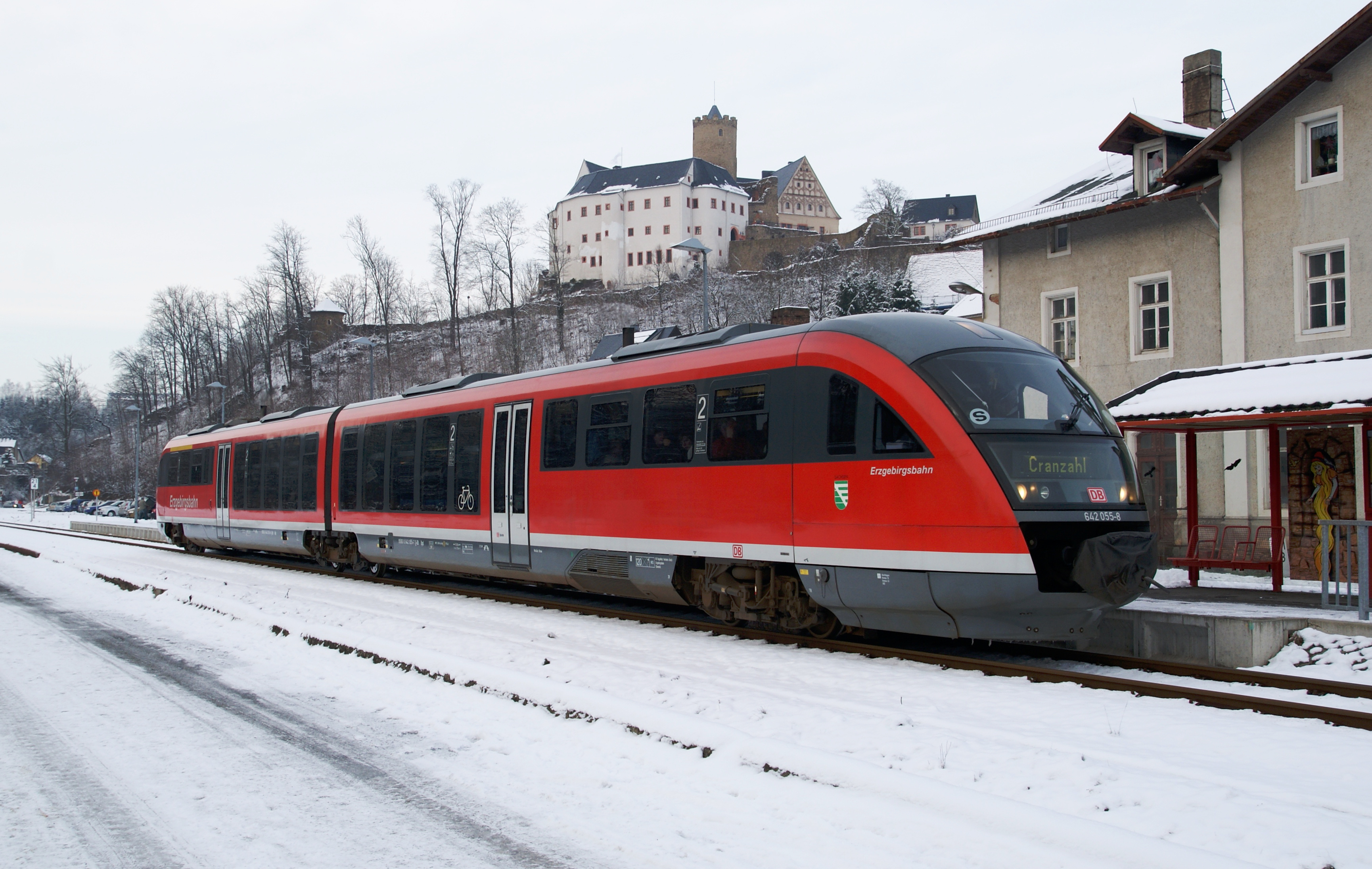
DB 642 sorozat

A Siemens Desiro a Siemens Mobility által gyártott regionális motorvonatokra széles körben alkalmazott márkanév. Az 1998 óta használt néven az idők folyamán számos jelentősen különböző típust illettek, a járműszerkezet és a hajtáslánc szerteágazó kialakításával. A márkán belül – időrendben – a Classic, UK, Double Deck, ML, RUS, City és HC változatok önálló típusnak tekinthetők. Bevezetése óta világszerte több tucat vasútvállalat számára mintegy tízezer kocsi – megközelítőleg kétezer motorvonat – készült, elsődlegesen a Siemens krefeldi üzemében, kisebb részben több egyéb, a megrendelés helye szerinti helyi gyártó partnernél. Magyarországon a MÁV 31 darab Classic, a GYSEV osztrák üzletága 13 darab ML változattal képviseli a járműcsaládot.

## Desiro Classic
A Desiro Classic – eredeti nevén csak Desiro – az első, 1998 és 2008 között készült változat. Elsődleges jellemzője az alacsonypadlós, kettőtől ötrészesig terjedő csuklós motorkocsi kivitel, dízel-mechanikus és villamos hajtással.

## Desiro UK
A brit piacra, és kisebb számban Thaiföldre készült, 3-5 állandóan kapcsolt önálló kocsiból összeállított magaspadlós motorvonat, többáramnemű elektromos és dízel hajtással.

## Desiro Double Deck
A Svájci Szövetségi Vasutak számára készített négykocsis emeletes villamos motorvonat a zürichi elővárosi forgalom számára.

## Desiro ML
Az európai kontinensre 2007-től készített változat, neve az angol main line, azaz fővonal kifejezésből ered. Alacsonypadlós, két motorkocsiból és közéjük állandóan kapcsolt 1-2 betétkocsiból álló villamos motorvonat.

## Desiro RUS
A Desiro ML típuson alapuló, az Oroszországi Vasutak számára fejlesztett, magaspadlós, egy- (3 kV DC) és kétáramnemű (25 kV 50 Hz AC és 3 kV DC) változat. Az első 38 vonat a Siemens krefeldi üzemében, a további egységek a jekatyerinburgi Urál Mozdonygyárban készültek.

## Desiro City
A Desiro UK 2009 után gyártott, korszerűsített változata.

## Desiro HC
Neve az angol high capacity, azaz nagy befogadóképességű kifejezést jelöli. A típus a Desiro ML emeletes betétkocsikkal épített változata. Az ML-lel megegyező két darab egyszintes motorkocsiból, és közéjük állandóan kapcsolt, rendeléstől függően 2-4 darab emeletes betétkocsiból áll.

## Fordítás
- A lap jelentős részben a Siemens Desiro című angol és német nyelvű Wikipédia-szócikkek fordításán alapul.